# Lotus 1-2-3

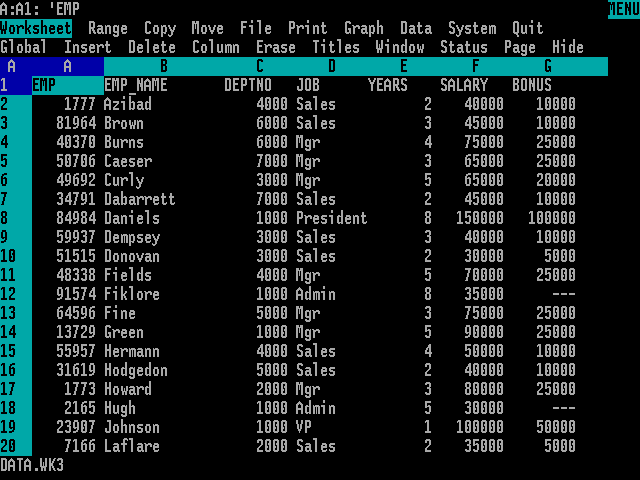
Lotus 1-2-3 på MS-DOS.

Lotus 1-2-3 är ett kalkylprogram utvecklat och marknadsfört av Lotus Software. Under tidigt 1980-tal blev programmet en av de första storsäljarna för IBM PC-kompatibla datorer. VisiCalc var det första kalkylprogrammet, men Lotus-1-2-3 introducerade många nya funktioner. Lotus-1-2-3 kom att förlora sin marknadsledande ställning under 1990-talet, delvis eftersom programmet lanserades i en version för Microsoft Windows alltför sent.
Lotus 1-2-3 gjorde kalkyler mycket enklare och adderade funktioner som integrerade grafiska tabeller och en enklare databasfunktion (register). Programmet var också det första kalkylprogrammet som introducerade namngivna celler och makron för kalkylbladen.
Vid tidpunkten för skapandet av Lotus 1-2-3 arbetade Mitch Kapor för företaget VisiCorp som produktchef där konstruerade han ett program som hette Visiplot/Visitrend vilket han sålde till Personal Software (VisiCorp) för en miljon dollar. För pengarna skapade han mjukvaruföretaget Lotus Development Corporation tillsammans med Jonathan Sachs. Han försökte sälja programmet Lotus 1-2-3 till VisiCorp men de ansåg att programmet var för begränsat och tackade nej. Fram till 1999 var programmet ett av de mest sålda programmen i världen.
År 1985, bara tre år efter skapandet av Lotus 1-2-3 köpte Lotus Developement upp Software Arts som nu ägde VisiCalc, varefter detta kalkylprogram lades ned.

## Konkurrenter
- Gnumeric
- KSpread
- LibreOffice Calc
- Microsoft Excel
- Quattro Pro